# Ángel Prieto Méndez
Ángel Prieto (1950-1995) fue un piloto y político cubano.

## Formación
Ángel Prieto Méndez nació el 30 de junio de 1950 en el Hospital Calixto García de la Ciudad de La Habana, hijo de Consuelo Esther Méndez Padilla y Felipe Rafael Prieto Padilla. Huérfano de padre a temprana edad, su madre Consuelo y su hermano mayor, Felipe, tuvieron a su cargo el sustento del humilde hogar en el barrio de Marianao, en la Ciudad de La Habana.
Durante su adolescencia, en los primeros años de la revolución de 1959, Prieto comenzó a integrarse a ese proceso político. Hizo su Servicio Militar Obligatorio como maestro y, al terminar éste, solicitó una beca para estudiar aviación en el Instituto Técnico Militar (ITM), una academia políticamente selectiva radicada en el antiguo Colegio Belén de Marianao. Fue aceptado y pudo cursar allí su primer año. Sin embargo, al final del curso la dirección de dicho instituto averiguó que los familiares de Prieto eran cristianos evangélico activos, razón por la cual decidió que Prieto carecía del pedigrí político-ideológico necesario para ser piloto militar. Dado su marcado interés por la profesión y su buen desempeño académico, le fue permitido no obstante trasladarse a la Academia de Aviación Civil de San Julián, en la provincia de Pinar del Río, donde se graduó como piloto de aviación agrícola.

## Como Piloto
Durante muchos años Prieto fue piloto de aviones usados para la fumigación agrícola en varias bases aéreas de las provincias orientales, así como en Cárdenas y la provincia de La Habana. A mediados de la década de 1980 comienza a ejercer como piloto comercial en la línea aérea AeroCaribean y, tiempo después, en Cubana de Aviación. Lograba finalmente sus planes de pasar a la aviación civil --una aspiración que se le había frustrado años atrás por un incidente que puede calificarse de kakfiano y que posiblemente haya sido determinante en su futura oposición abierta al régimen de Fidel Castro: A fines de la década de 1970 fue seleccionado para un curso de actualización en técnicas aeronáuticas en la extinta Unión Soviética. En una de las sesiones de simulación de vuelos, se le ocurrió comentar con un colega cubano que el simulador soviético estaba tan atrasado como la propia ciudad de Moscú. El compañero de curso, debió de dar parte a sus superiores en aquel momento, o probablemente a su regreso a Cuba, porque no mucho después el aviador Prieto Méndez fue amonestado e inmediatamente suspendido de vuelos bajo alegaciones de "diversionismo ideológico" y, posteriormente, fue despedido de su trabajo como piloto, tanto de la aviación civil como agrícola. Estuvo sin empleo durante un largo período, mientras elevaba reclamaciones legales a diferentes instancias del Ministerio de Trabajo. Ninguno de sus comentarios anteriores a la suspensión, ni sus protestas enérgicas después de ella, tuvieron un carácter político; el cargo de diversionismo ideológico se aplicaba en diversas circunstancias hubiera o no un trasfondo político.
Quizás por eso, años después fue reaceptado en la Aviación Agrícola y después en la firma AeroCaribbean.

## Actividad Política
Sus ideas políticas habían estado cambiando. Continuó estudiando, ahora en la rama legal, para obtener el título paralegal, que le permitiría ejercer como asistente de abogacía. nunca se graduó de estos estudios, pero gracias a ellos se puso en contacto con ideas acerca del derecho, lo cual comenzó a crear inquietudes en su pensamiento político. Durante unos seminarios de superación política expresó públicamente la posibilidad de la existencia de otros partidos políticos además del Partido Comunista de Cuba. Prieto creía que, impidiendo el acceso de éstos al poder, la existencia de tales partidos podría ejercer una influencia beneficiosa en la forma de Gobierno, porque permitiría conocer las tendencias políticas más importantes y saber como eran aceptadas éstas entre la población, lo cual podría ser útil para el Partido Comunista. Expresar ese concepto, que no era en lo absoluto antigubernamental, colocó a Prieto en una situación insostenible, pues a partir de ese momento estuvo todo el tiempo vigilado, se les restringieron los viajes al exterior y se desató en su contra una campaña de hostigamiento que no terminó ni siquiera con su renuncia.
Encontrar trabajo le fue imposible desde ese momento. Su pensamiento político se radicalizó de una manera extraordinaria y en 1991 fundó el grupo disidente "Asociación Martiana de Oposición al Régimen" (AMOR). La tendencia política de la asociación estaba a favor de la reinstalación de la Constitución del 1940. La actividad de la Asociación fue frugal. Los contactos de Prieto con otras figuras de grupos disidentes y de derechos humanos en Cuba, en el momento en que se preparaba una Conciliación de todos estos grupos, provocaron un allanamiento en su casa por parte de las fuerzas de la Seguridad del Estado, y su arresto. Estuvo detenido, desde el 26 de diciembre de 1991, sin derecho a fianza y parcialmente incomunicado, en las mazmorras de "Villa Marista", sin juicio y sin acusación formal por casi 10 meses. En el juicio, celebrado a finales del 1992 o inicios del 1993, se le condenó, por delitos políticos (los cargos fueron desacato a la autoridad máxima, asociación ilícita y cooperación con el enemigo), a 10 años de prisión en un centro penitenciario común.
El 30 de octubre de 1994 contrajo matrimonio con Lourdes de Prieto.

## Fallecimiento
El 26 de octubre de 1995 falleció en la prisión de Guanajay donde había estado cumpliendo su condena. El reporte oficial muestra como razón de la muerte un ataque cardíaco, aunque los testimonios de otros prisioneros destacan que no se le dio asistencia médica apropiada y que todo sucedió después de una golpiza (así lo reza el Reporte Oficial de 1996 de la Comisión de Derechos Humanos de las Naciones Unidas).
Después de su muerte, su viuda obtuvo refugio político en los Estados Unidos, donde vive actualmente.

## Conclusión
Debido a la rapidez de los hechos relacionados con su actividad política, Angel Prieto no dejó un legado claro de su plataforma política, sin embargo sus conocidos destacan que:
1. No era partidario de un cambio violento.
2. Su pensamiento político era muy similar al de los partidos de "Democracia Cristiana".
3. Creía que se debía, con todos los medios posibles, hacer conocer al pueblo acerca de las condiciones de los presos políticos y armar un aparato de resistencia cívica para mejorar las condiciones de estos e, inclusive, obtener la libertad de todos ellos.
4. Creía que después de todo el desarrollo político cubano, era necesaria la aceptación de la constitución del 1940, con unas pocas enmiendas que la hicieran completamente efectiva en las actuales condiciones.
5. Creía que el gobierno podía hacer reformas económicas y legales beneficiosas para el pueblo, sin tener que hacer grandes cambios políticos, aunque no creía que estas reformas fueran la solución de la problemática social cubana.

Se creía que había escrito un documento durante su presidio, en el cual sistematizaba su pensamiento, pero tal documento nunca vio la luz y no hay pruebas de su existencia.